# Senarclens
Senarclens ist eine politische Gemeinde im Distrikt Morges des Kantons Waadt in der Schweiz.

## Geographie
Senarclens liegt auf 582 m ü. M., 10 km nördlich der Bezirkshauptstadt Morges (Luftlinie). Das Haufendorf erstreckt sich auf dem Hochplateau westlich des Tals der Venoge, im westlichen Gros de Vaud, im Waadtländer Mittelland.
Die Fläche des 4,0 km² grossen Gemeindegebiets umfasst einen Abschnitt des leicht gewellten Hochplateaus des Gros de Vaud, der Kornkammer des Kantons Waadt. Der Gemeindeboden erstreckt sich vom Quellgebiet des Baches Broye (Zufluss der Senoge, nicht zu verwechseln mit der Broye) nordwärts über die Hochfläche von Senarclens bis an den Rand des Bois du Sépey. Auf dem Hügel Mont Lambert wird mit 602 m ü. M. der höchste Punkt der Gemeinde erreicht. Im Nordwesten reicht das Gebiet bis an den östlichen Talhang des Veyron. Von der Gemeindefläche entfielen 1997 7 % auf Siedlungen, 5 % auf Wald und Gehölze und 88 % auf Landwirtschaft.
Zu Senarclens gehören die Hofsiedlung Soveillame (555 m ü. M.) unterhalb des Dorfes, zwei Neubausiedlungen und mehrere Einzelhöfe. Nachbargemeinden von Senarclens sind Cossonay, Gollion, Vullierens, Grancy und La Chaux (Cossonay).

## Bevölkerung
Mit 490 Einwohnern (Stand 31. Dezember 2023) gehört Senarclens zu den kleinen Gemeinden des Kantons Waadt. Von den Bewohnern sind 92,0 % französischsprachig, 4,3 % deutschsprachig und 1,4 % portugiesischsprachig (Stand 2000). Die Bevölkerungszahl von Senarclens belief sich 1900 auf 198 Einwohner. Seit 1970 (150 Einwohner) wurde eine rasante  Bevölkerungszunahme mit einer Verdoppelung der Einwohnerzahl innerhalb von 30 Jahren beobachtet.

## Wirtschaft
Senarclens war bis in die zweite Hälfte des 20. Jahrhunderts ein vorwiegend durch die Landwirtschaft geprägtes Dorf. Noch heute haben der Ackerbau und der Obstbau eine wichtige Bedeutung in der Erwerbsstruktur der Bevölkerung. Weitere Arbeitsplätze sind im lokalen Kleingewerbe und im Dienstleistungssektor vorhanden. In den letzten Jahrzehnten hat sich das Dorf dank seiner attraktiven Lage zu einer Wohngemeinde entwickelt. Viele Erwerbstätige sind deshalb Wegpendler, die hauptsächlich im Raum Cossonay-Penthalaz und im Grossraum Lausanne arbeiten.

## Verkehr
Die Gemeinde ist verkehrstechnisch recht gut erschlossen. Sie liegt an der Hauptstrasse von Cossonay nach Aubonne. Durch den Postautokurs, der von Morges via Cottens nach Cossonay verkehrt, ist Senarclens an das Netz des öffentlichen Verkehrs angebunden.

## Geschichte
Auf dem Gemeindegebiet wurden Spuren aus der Römerzeit und frühmittelalterliche Gräber gefunden. Die erste urkundliche Erwähnung des Ortes erfolgte 1011 unter dem Namen Senerclens. Später erschienen die Bezeichnungen Sunarclens (1180), Sonarclens (1190), Sonarcleins (1238), Sinarclens (1279) und Senaclens. Die Etymologie des Ortsnamens ist unklar. Arclens geht auf den burgundischen Personennamen Arkilo zurück, während sen- entweder die Bedeutung des deutschen zu haben oder aber von der indoeuropäischen Vorsilbe für alt abgeleitet worden sein könnte.
Seit dem Mittelalter gehörte Senarclens den Herren von Cossonay, welche die Dorfherrschaft den Rittern von Senarclens als Lehen gaben. Mit der Eroberung der Waadt durch Bern im Jahr 1536 kam das Dorf unter die Verwaltung der Vogtei Morges. Im Jahr 1678 fielen zahlreiche Häuser einer Feuersbrunst zum Opfer. Nach dem Zusammenbruch des Ancien Régime gehörte Senarclens von 1798 bis 1803 während der Helvetik zum Kanton Léman, der anschliessend mit der Inkraftsetzung der Mediationsverfassung im Kanton Waadt aufging. 1798 wurde es dem Bezirk Cossonay zugeteilt.

## Sehenswürdigkeiten
Vom mittelalterlichen Schloss ist einzig ein kleiner Rundturm aus dem 13. Jahrhundert erhalten. Die 1584 umgestalteten Gebäude verfielen und wurden erst 1926 wieder hergerichtet. Obwohl Senarclens einst als Pfarrei erwähnt wurde, besitzt es heute keine Kirche mehr und gehört zur Kirchgemeinde Cossonay. Im Ortskern sind einige typische Bauernhäuser aus dem 17. bis 19. Jahrhundert erhalten.